# Stenasellus buili
Stenasellus buili is een pissebed uit de familie Stenasellidae. De wetenschappelijke naam van de soort is voor het eerst geldig gepubliceerd in 1949 door Paul Remy.